# Oospila delacruzi
Oospila delacruzi är en fjärilsart som beskrevs av Paul Dognin 1898. Oospila delacruzi ingår i släktet Oospila och familjen mätare. Inga underarter finns listade i Catalogue of Life.